# Јабуковик
Јабуковик је насеље у Србији у општини Црна Трава у Јабланичком округу. Према попису из 2022. било је 25 становника.
На планинским косама Шиљегарника (975 м) и Тумбе (1372 м) између Градско-Каланске и Тегошничке реке налази се село Јабуковик. Ова плећата планинска коса није јединствена већ има много споредних удубљења и узвишења. Стрме стене косе спуштају се према рекама Градској, Власини и Тегошници где прелазе у клисуру.
Село Јабуковик чине махале (1963.г):

- Махале: Гуљинци-Илчин чукар (10к),

- Махале: Ристини-Горња махала (24к),

- Махале: Николини-Доња махала (15к),

- Махале: Барци-Ланиште (14к),

- Махала: Прибилица (6к),

- Махала: Паунове (7к),

- Махала: Владисавци (6к),

- Махала: Костадинови (3к),

- Махале: Иванове њиве (11к) и

- Кочиниште (2к); укупно 97 кућа.

## Настанак насеља и порекло становништва
Предање каже да је село Јабуковик добило име по томе што се први становници настанили близу једне усамљене јабуке.
Причало се о томе како се неко од тих првих досељеника вратио у свој стари завичај у Валнишу. Кад би Валнишани долазили у посету својим насељеницима на овом подручју, увек би се оријентисали према јабуци; отуда и назив места Јабуковик. Тај први насељени део зове се и Стари дом (Ланиште).
Село Јабуковик било је сво заједно -„на куп“, и имало најпре седам кућа. Први досељеник овог села звао се Радич. Он је по причању убио у Малнишу Турчина па да би избегао стрељање са својих седам синова, женом и стоком пошао је за Дарковце -да се тамо насели. Носио је децу у кошевима и терао око 40 говеда, међу којима је била његова крава Бреза као хранитељ породице. Јабуковик је онда личио на прави правцати пустињак. Код села Јабуковик Радичева говеда су стала и нису хтела даље. Његова намера да путује даље тиме је била озбиљно пресечена. Верски занесен –„он је рекал да живимо ту“. Сматрао је да стока по божјој вољи неће даље и по „божјој милости“-остао је и ту насеље образовао.
По другом тврђењу досељеници Радичевци из Вланиша су тражили боље земљиште (земљиште под гором) и пошли према Дарковцу. У Јабуковику им застала говеда да би сазнали хоће ли напредовати -у овом селу одсекли су храст и када је стабло пало гледали су хоће ли ћутук остати читав или не-па како је ћутук остао читав, значило је да ће напредовати и ту су остали и насеље формирали.
Оба предања кажу да је Радич први досељеник у Јабуковик. Радич је имао седам синова: Богдана, Ивана, Гуљу, Костадина, Игњата, Јакова и Ристу. Према њиховим именима и махале су добиле називе.

## Прошлост и старине
У село Јабуковик постоје Горње и Доње Селиште. Постоји Турско рудиште код Ристића, затим Турско Гумно на месту где је данас зграда основне школе и задружна продавница у Јабуковику. Турска вада иде до Турског Рудишта. Постоји и Турски гроб у Гуљинској махали, затим други Турски гроб близу махале Иванове њиве, на месту звано Ширина (близу Тумбе).
Јабуковик је 1879. године пописан као место у Власотиначком срезу. Ту је записано 59 кућа са 475 душа, нема писмених људи а број пореских глава износио је 95.
Основна школа у месту се од 1931. године зове "Стеван Немања".

## Демографија
У насељу Јабуковик живи 92 пунолетна становника, а просечна старост становништва износи 55,0 година (52,7 код мушкараца и 57,3 код жена). У насељу има 46 домаћинстава, а просечан број чланова по домаћинству је 2,11.
Ово насеље је у потпуности насељено Србима (према попису из 2002. године).
|  |

| Демографија | Демографија | Демографија |
| Година      | Становника  | Становника  |
| ----------- | ----------- | ----------- |
| 1948.       | 631         |             |
| 1953.       | 585         |             |
| 1961.       | 591         |             |
| 1971.       | 485         |             |
| 1981.       | 347         |             |
| 1991.       | 177         | 177         |
| 2002.       | 97          | 97          |
| 2011.       | 46          |             |
| 2022.       | 25          |             |

| Етнички састав према попису из 2002.‍ | Етнички састав према попису из 2002.‍ | Етнички састав према попису из 2002.‍ | Етнички састав према попису из 2002.‍ | Етнички састав према попису из 2002.‍ |
| ------------------------------------ | ------------------------------------ | ------------------------------------ | ------------------------------------ | ------------------------------------ |
|                                      |                                      |                                      |                                      |                                      |
| Срби                                 | Срби                                 |                                      | 97                                   | 100,0%                               |

| Година пописа     | 1948. | 1953. | 1961. | 1971. | 1981. | 1991. | 2002. |
| ----------------- | ----- | ----- | ----- | ----- | ----- | ----- | ----- |
| Број домаћинстава | 96    | 84    | 97    | 99    | 90    | 67    | 46    |

| Број чланова      | 1  | 2  | 3 | 4 | 5 | 6 | 7 | 8 | 9 | 10 и више | Просек |
| ----------------- | -- | -- | - | - | - | - | - | - | - | --------- | ------ |
| Број домаћинстава | 17 | 14 | 9 | 5 | 1 | 0 | 0 | 0 | 0 | 0         | 2,11   |

| Пол    | Укупно | Неожењен/Неудата | Ожењен/Удата | Удовац/Удовица | Разведен/Разведена | Непознато |
| ------ | ------ | ---------------- | ------------ | -------------- | ------------------ | --------- |
| Мушки  | 47     | 16               | 23           | 6              | 2                  | 0         |
| Женски | 46     | 5                | 25           | 15             | 1                  | 0         |
| УКУПНО | 93     | 21               | 48           | 21             | 3                  | 0         |

| Пол    | Укупно                    | Пољопривреда, лов и шумарство | Рибарство                            | Вађење руде и камена | Прерађивачка индустрија       |
| ------ | ------------------------- | ----------------------------- | ------------------------------------ | -------------------- | ----------------------------- |
| Мушки  | 15                        | 1                             | 0                                    | 0                    | 0                             |
| Женски | 2                         | 1                             | 0                                    | 0                    | 0                             |
| УКУПНО | 17                        | 2                             | 0                                    | 0                    | 0                             |
| Пол    | Производња и снабдевање   | Грађевинарство                | Трговина                             | Хотели и ресторани   | Саобраћај, складиштење и везе |
| Мушки  | 0                         | 12                            | 0                                    | 0                    | 1                             |
| Женски | 0                         | 0                             | 0                                    | 0                    | 0                             |
| УКУПНО | 0                         | 12                            | 0                                    | 0                    | 1                             |
| Пол    | Финансијско посредовање   | Некретнине                    | Државна управа и одбрана             | Образовање           | Здравствени и социјални рад   |
| Мушки  | 0                         | 1                             | 0                                    | 0                    | 0                             |
| Женски | 0                         | 0                             | 0                                    | 0                    | 1                             |
| УКУПНО | 0                         | 1                             | 0                                    | 0                    | 1                             |
| Пол    | Остале услужне активности | Приватна домаћинства          | Екстериторијалне организације и тела | Непознато            | Непознато                     |
| Мушки  | 0                         | 0                             | 0                                    | 0                    | 0                             |
| Женски | 0                         | 0                             | 0                                    | 0                    | 0                             |
| УКУПНО | 0                         | 0                             | 0                                    | 0                    | 0                             |